# Rire diabolique
Ne doit pas être confondu avec le rire sardonique.
Le rire diabolique (ou rire démoniaque, machiavélique) est un type de rire caractéristique des méchants de fiction. Lorsqu'un super-vilain exprime un tel rire dans un comic, celui-ci est généralement écrit mouahahaha ou encore bwahahaha, le nombre de ha variant suivant la durée du rire.
Ce rire est caractéristique d'un certain nombre de méchants typiques, incluant le Génie du mal, le Savant fou, et parfois le tueur psychopathe.